# Weinberghüter
Ein Weinberghüter (auch Weingartenhüter, Hiata, Wengertschütz, Wengerter oder Saltner genannt) war ein Flurwächter im Weingebirge. Es war seine Aufgabe, Traubendiebstähle zu verhindern und Vögel zu vertreiben.

## Geschichte
Für Krems an der Donau sind bereits für das Jahr 1340 Weingartenhüter nachgewiesen. Hüterordnungen wiesen detaillierte Vorschriften auf und sahen in alter Zeit für Traubendiebstähle strenge Strafen vor.
Bei der Auswahl der Weingartenhüter achtete man in österreichischen Weinorten darauf, dass es sich um „rechtschaffene“ Männer handelte. Weiters sollten sich diese im Weingebirge gut auskennen. Eine weitere Anforderung für deren Auswahl war eine gute körperliche Kondition.

### Südtiroler Saltner

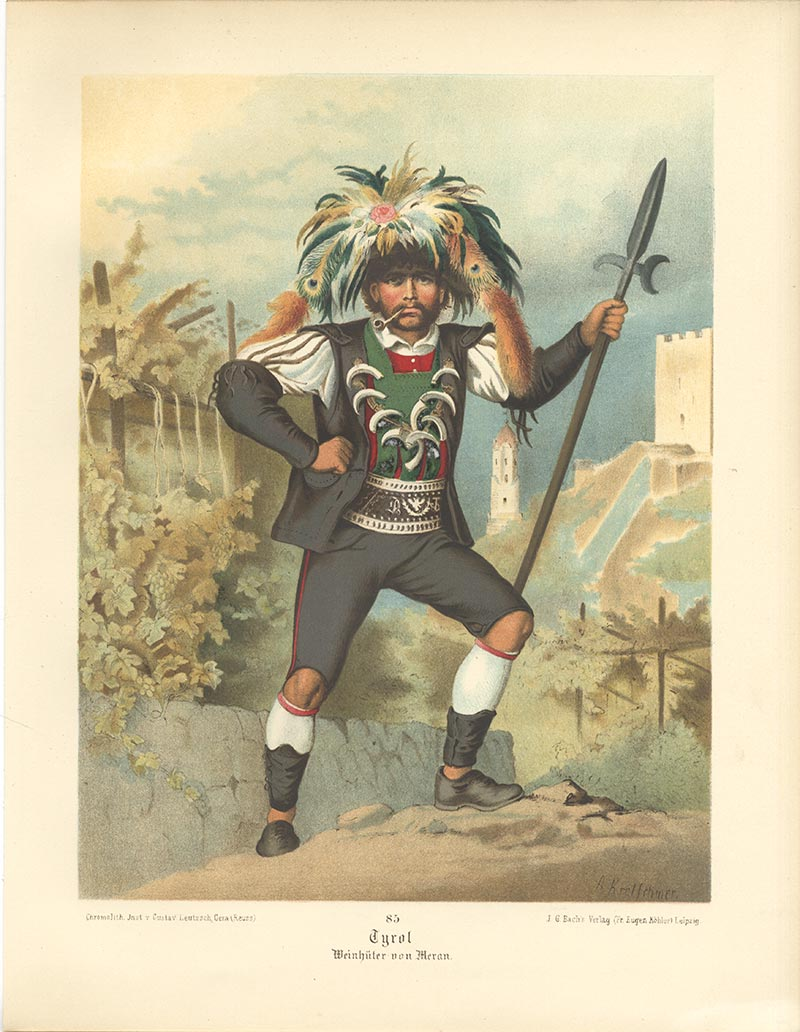
Weinhüter von Meran, Zeichnung von Albert Kretschmer (1887)

In Südtirol, wo die Weingartenhüter Saltner hießen, schützten diese von Mariä Himmelfahrt bis zur Weinlese die Trauben vor Tieren und Dieben. Das seit dem 16. Jahrhundert nachweisbare Amt erfuhr im 19. Jahrhundert neue Aufmerksamkeit durch den aufkommenden Tourismus. Die phantasievollen Schilderungen von furchterregenden, mit Tiertrophäen geschmückten Saltnern in den Reiseführern führte dazu, dass solche Kostüme tatsächlich etabliert und als Touristenattraktion zur Schau gestellt wurden. Das Kostüm bestand in der Regel aus ledernen Bundhosen und einem breiten, bestickten Gürtel, einer Kette mit Eberzähnen oder Gebissen von Nagetieren und einem mit Hahnen-, Pfauen- und Spielhahnfedern geschmückten Hut. Das Wort „Saltner“ entstammt dem mundartlateinischen Wort saltuarius (Verwalter).

### Die historische Situation in Ostösterreich
Die Schließung der Weingärten erfolgte in Ostösterreich lange Zeit vermittels Zeichen aus Stroh oder Vermachkreuzen aus Holz. Erst im 20. Jahrhundert kamen Plakate mit der Aufschrift Betreten verboten auf. Mit der Wacht über die Weingärten wurden nur rechtschaffene Männer in guter körperlicher Verfassung und Kenntnis der Gemarkung beauftragt. In der Frühzeit des Weinlesebanns wurden junge Männer vereidigt, für die jeweils eine vermögende Person die Bürgschaft übernehmen musste, und zwar für den Fall, dass der Hüter seinem Dienst nicht nachkam.
Die Hiata wurden auf die Hüterordnung eingeschworen. Sie waren verpflichtet, Tag und Nacht Dienst zu versehen. Während ihrer Amtszeit lebten sie in einfachen Hütten in den Weingärten. Diese Hütten waren in den Anfangszeiten mit Rebbündeln und Stroh gebaute einfache Unterkünfte. Später wurden sie durch feste Hütten abgelöst. Diese waren oft getarnt. Am Beginn des Weinlesebanns stellten die Weingartenhüter den sogenannten Hiatabam oder eine Hütersäule auf. In der Gegend südlich von Wien handelte es sich meist um eine entastete Schwarzföhre. Sie wurde bunt mit Bändern geschmückt. In der Gegend rund um Mödling wurde auch ein Huetrad am oberen Ende des Stammes befestigt. Dies wurde im Werk Georgica curiosa von Wolf Helmhardt von Hohberg abgebildet. Es zeigt, dass die Räder als Aussichtsplattformen verwendet wurden. Ähnlich wie bei den Maibäumen wurden die Hütersäulen von den Burschen der Umgebung gerne umgeschnitten oder gestohlen.
Zur Bewaffnung dienten den Weingartenhütern spezielle Äxte mit kleinem Blatt (sogenannte Hiatahackl), Säbel und in jüngerer Zeit auch Pistolen und Büchsen. Die beiden letzteren dienten aber hauptsächlich zur Abschreckung und wurden oft mit Schweineborsten geladen. Wurde ein Dieb erwischt, brachte ihn der Hüter zum Besitzer des Weingartens. In späterer Zeit wurden Diebe der Polizei übergeben. Den Hütern stand dann eine Ergreiferprämie zu. In Baden bei Wien und in der Gegend von Perchtoldsdorf wurde von den Dieben ein sogenanntes Stinglgeld gefordert. Zur Verständigung untereinander benutzten die Hüter Signalhörner. In der Umgebung von Traiskirchen und Klosterneuburg wurden diese als Hiatapfoazn bezeichnet. Es handelte sich in der Regel um ein Rinderhorn. Im Weinviertel wurde stattdessen eine Peitsche, die Hiatagoassl, verwendet. Diese hatte auch die Funktion, in den Weingärten einfallende Vögel zu vertreiben. In der Steiermark wurde dies durch den Klapotetz bewerkstelligt.
Das Ende des Herbstbanns war in der Gegend südlich von Wien meist um den 10. Oktober angesetzt. Zur Kundmachung, dass das Weingebiet wieder allgemein zugänglich war, wurde ein Böller abgeschossen. Somit war die Hüterzeit für dieses Jahr vorbei. Am Ende der Hutzeit wurden die Weinberghüter beim Hütereinzug feierlich in den Ort geleitet. Oft war dies auch mit dem Erntedank verbunden. Das Amt des Weingartenhüters hatte über Jahrhunderte große Bedeutung. Den Stellenwert verlor es in Österreich erst nach der Besatzungszeit. Anfang der 1970er-Jahre war das Beschützen der Weingärten vor Diebstahl aufgrund des allgemeinen Wohlstandes überflüssig geworden.
Gegen Ende der 1990er-Jahre begann eine Rückbesinnung auf die alten Traditionen. So fingen in vielen Weinbaugemeinden die mit den Weingartenhütern verbundenen Bräuche wieder an aufzuleben. Beispielsweise wird in Gumpoldskirchen das Gebirgsaufschießen erneut durchgeführt. Etliche Orte feiern auch wieder den Hütereinzug und Besucher könne mancherorts eine renovierte Weingartenhüter-Hütte besichtigen.

## Aktuelle Situation

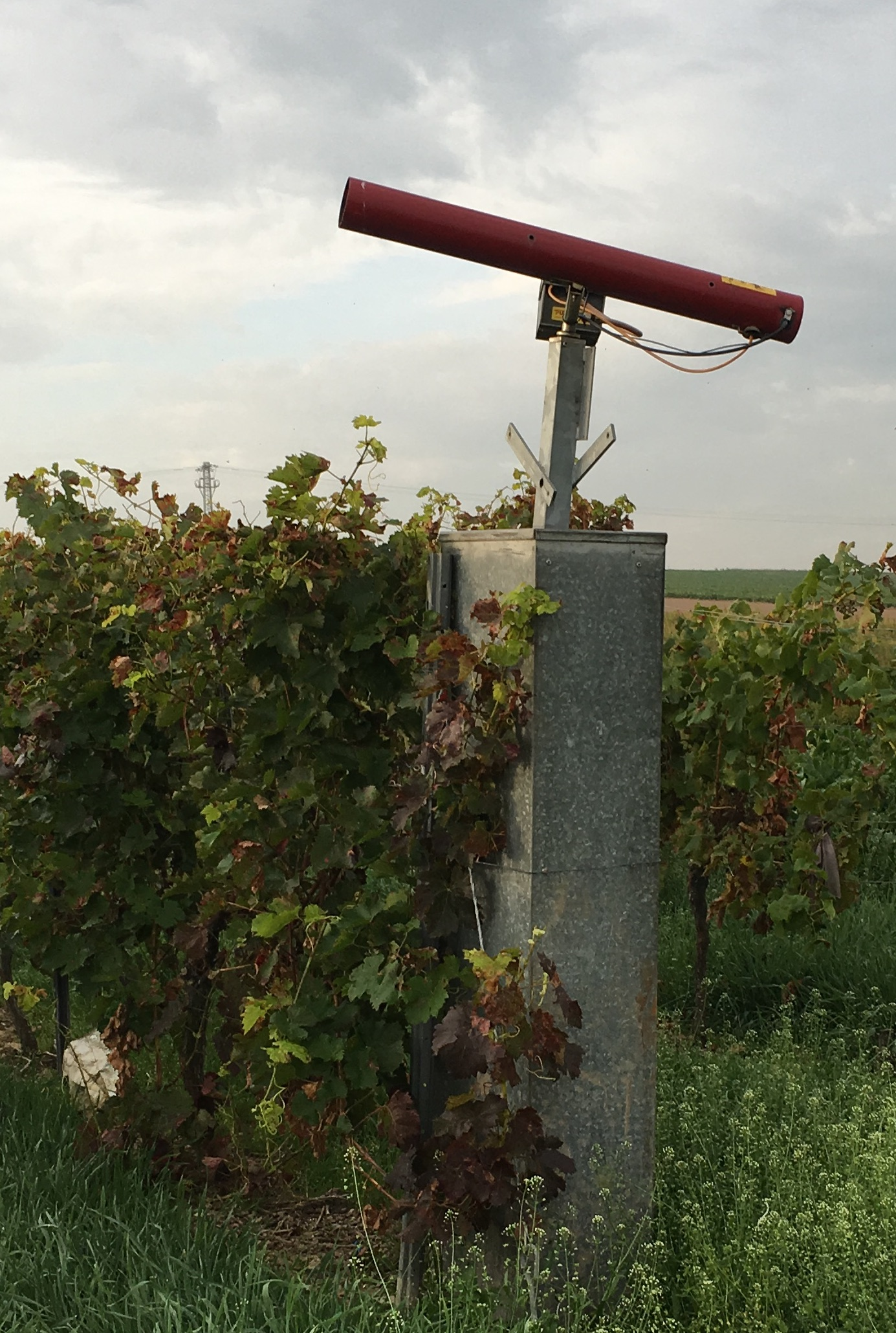
Schussapparat zur Vogelabwehr im Weinberg

Früher wurden die Vögel mit Holzrätschen oder Peitschen vertrieben, heute sind es zunehmend Pistolenschüsse, mit denen die Tiere verschreckt werden. Die Weinberghüter erhalten dazu vom Bürgermeister eine spezielle Berechtigung, die Waffe, mit der sie Platzpatronen abschießen, tragen zu dürfen. In Rust am Neusiedler See werden heute noch zwei Hüter bestellt. Ihre Aufgabe beschränkt sich auf das Verscheuchen der Vögel. In Österreich sind die Hüterordnungen in den Flur-, Jagd- und Fischereigesetzen der Bundesländer aufgegangen, und die Hiata werden offiziell nun als öffentliche Landeskulturwachen bezeichnet.
Immer öfter kommen für die Vertreibung der Vögel automatisierte Dauerbeschallung mit Schussapparaten und Vogelschreigeräten sowie in geringerem Maße andere Methoden (z. B. Netze) zum Einsatz (siehe auch Pflanzenschutz). Bei den automatisierten akustischen Methoden entstehen erhebliche Gewöhnungseffekte, die die Wirksamkeit stark relativieren. Als eingeschränktes Ziel gilt somit eher die Schadensverteilung in größere Flächen hinein. Eine echte Vertreibung der Vögel und Verhinderung/Verminderung von Vogelfraß kann durch automatisierte akustische Methoden im Unterschied zum Einsatz eines leibhaftigen Weinbergshüters nicht erreicht werden. Allein das Erscheinen sich bewegender Personen in der Nähe von Weinbergen führt bereits zur Abschreckung fressgieriger Vogelschwärme oder auch kleiner Vogelgruppen.
Weinberghüter tragen heute teilweise nur noch zu Repräsentationszwecken den Namen und ihre Rätschen, Peitschen und Signalhörner sind bei Festen und Umzügen im Einsatz.